# Rónald Matarrita
Rónald Alberto Matarrita Ulate (Alajuela, 1994. július 9. –) costa rica-i válogatott labdarúgó, jelenleg a Cincinnati játékosa.

## Pályafutása

### Klubcsapatokban
Az Alajuelense korosztályos csapataiban nevelkedett, majd 2012-ben a felnőtt csapatban is bemutatkozott. 2016. január 20-án a New York City csapatába igazolt. Március 6-án a Chicago Fire ellen debütált. 2020. december 29-én jelentették be, hogy a Cincinnati játékosa lett.

### A válogatottban
2015. szeptember 5-én mutatkozott be a válogatottban a Brazília elleni felkészülési mérkőzésen. Részt vett a válogatott tagjaként a 2016-os Copa Américán. Bekerült a 2018-as labdarúgó-világbajnokságra utazó keretbe.